# Tschiertschen
Tschiertschen est une ancienne commune suisse et une localité de Coire, dans le canton des Grisons, située dans la région de Plessur.
Elle fait partie de la commune de Tschiertschen-Praden du 1er janvier 2009 au 31 décembre 2024, puis est rattachée à celle de Coire à compter du 1er janvier 2025.

## Références

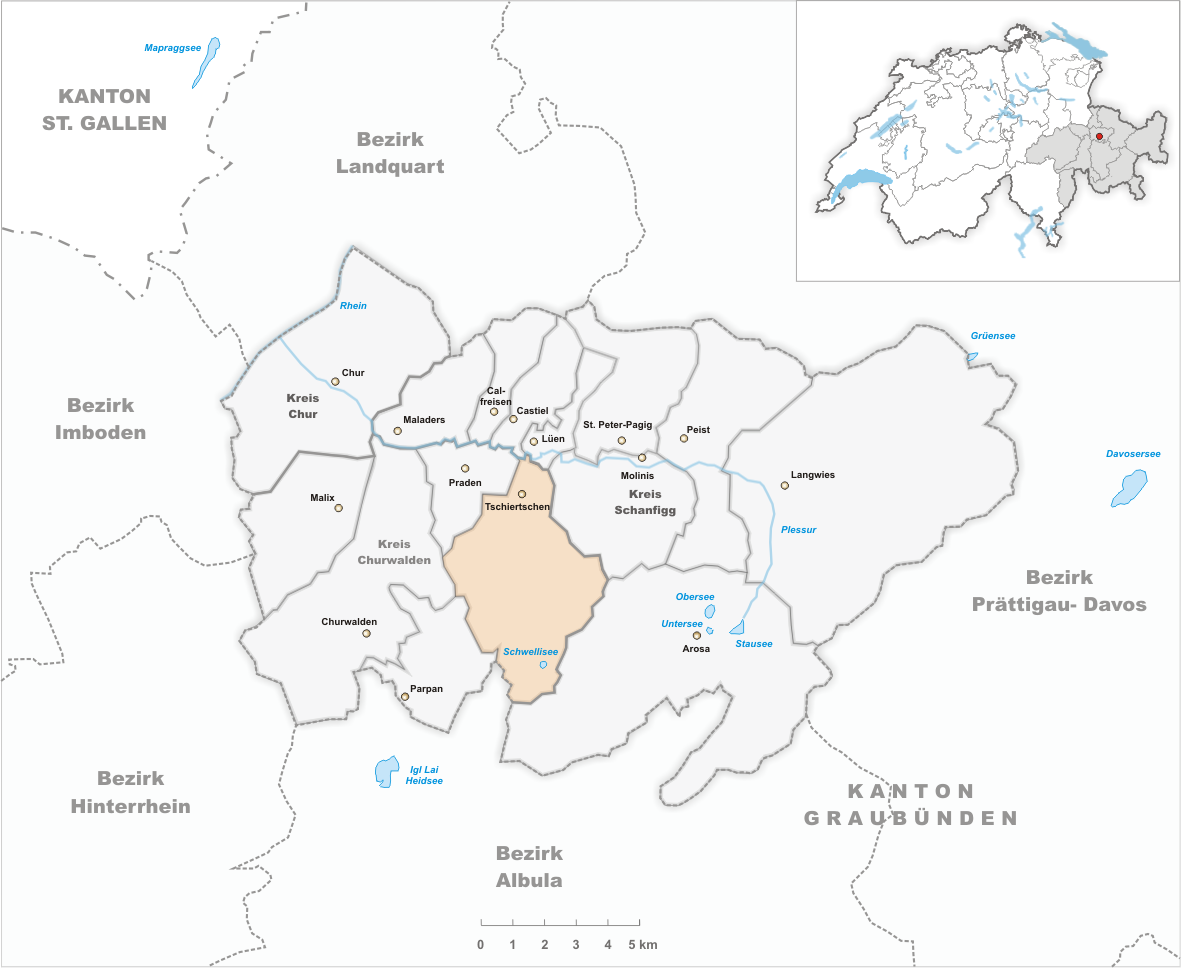
Territoire de l'ancienne commune de Tschiertschen

Photo aérienne (1949)